# Culex papuensis
Culex papuensis är en tvåvingeart som först beskrevs av Taylor 1914.  Culex papuensis ingår i släktet Culex och familjen stickmyggor. Inga underarter finns listade i Catalogue of Life.